# Exocentrus orientalis
Exocentrus orientalis är en skalbaggsart som beskrevs av Stefan von Breuning 1955. Exocentrus orientalis ingår i släktet Exocentrus och familjen långhorningar. Inga underarter finns listade i Catalogue of Life.